# Литичевский, Исаак Яковлевич
Исаак Яковлевич Литичевский (17.03.1909,  Кременчуг, Полтавская губерния, Российская империя - 09.02.1980, г. Куйбышев, Куйбышевская область, СССР)– советский военный инженер, участник работ по усовершенствованию патрона 7,62 × 39 мм и автомата АК 47, лауреат Сталинской премии (1950).
Родился 17.03.1909 в Кременчуге.
С 1932г. на военной службе: Управление стрелкового вооружения РККА; штаб Управления по производству стрелкового вооружения; Управление заказов производства и снабжения вооружением. Высшее воинское звание инженер-полковник.
В качестве зам. начальника 1-го отдела УСВ ГАУ участвовал в усовершенствовании патрона обр. 1943 г., спроектированного Н. М. Елизаровым и Б. В. Сёминым.
Во время испытаний автомата АК-47 (1947) предложил способы устранения выявленных недостатков и участвовал в этой работе непосредственно на заводе Ижмаш.
Лауреат Сталинской премии 1950 года (в составе коллектива) — за работы в области вооружения.
Награждён орденами Красной Звезды (дважды - 07.03.1943, 24.06.1948), Отечественной войны II степени (17.11.1945), Красного Знамени (30.04.1954), медалями «За боевые заслуги» (03.11.1944), «За победу над Германией в Великой Отечественной войне 1941–1945 гг.»